# Những người ăn khoai
Những người ăn khoai (tiếng Anh: The Potato Eaters, tiếng Hà Lan: De Aardappeleters) là tác phẩm tranh sơn dầu của họa sĩ người Hà Lan, Vincent van Gogh. Tranh được sáng tác vào tháng 4 năm 1885 tại Nuenen, Hà Lan. Tác phẩm hiện được trưng bày tại bảo tàng Van Gogh, thành phố Amsterdam. Bản vẽ phác sơ khai của tranh nằm tại bảo tàng Kröller-Müller, trong khi phiên bản in đá cũng có trong một bộ sưu tập tại bảo tàng Nghệ thuật Hiện đại ở thành phố New York. Đây được coi là một trong những tác phẩm nổi bật của Van Gogh.

## Quá trình sáng tác

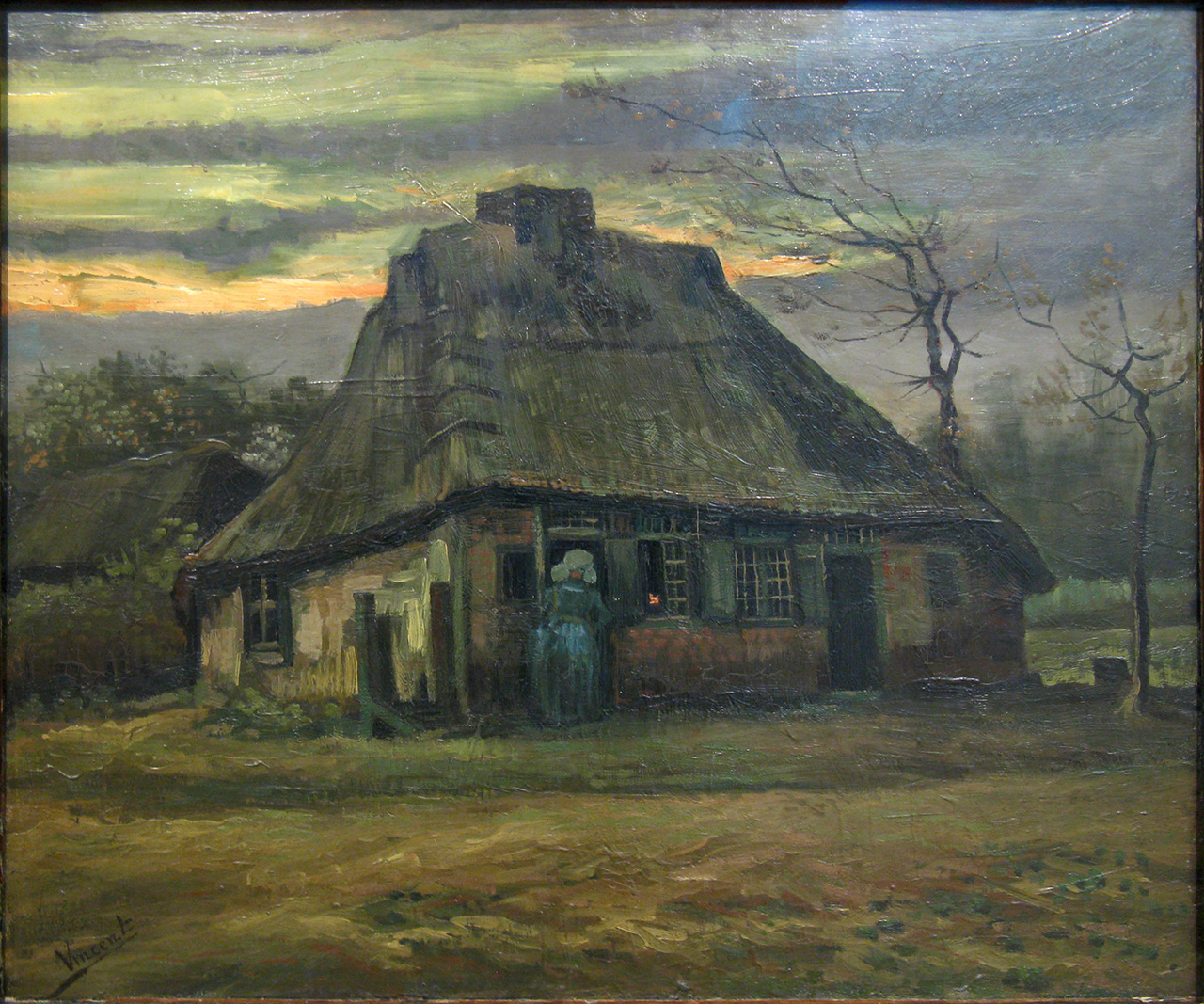
The Cottage, 1885, Bảo tàng Van Gogh, Amsterdam (F83). Ngôi nhà này là nơi sinh sống của hai gia đình, một trong số đó là những người ở trọ, là đối tượng của The Potato Eaters

Suốt tháng 3 và đầu tháng 4 năm 1885, Van Gogh đã phác thảo các nghiên cứu cho bức tranh và trao đổi thư từ với em trai của ông là Theo, người không ấn tượng với công việc hiện tại cũng như các bản phác thảo mà Van Gogh đã gửi cho ông ở Paris. Ông đã sáng tác bức tranh từ ngày 13 tháng 4 cho đến đầu tháng 5, lcu1 này nó gần như đã hoàn thành, ngoại trừ những thay đổi nhỏ mà ông thực hiện với một chiếc bút lông nhỏ vào cuối năm đó.
Van Gogh cho biết ông muốn miêu tả những người nông dân thực thụ. Ông cố tình chọn những người mẫu thô và xấu, nghĩ rằng chúng sẽ tự nhiên và không bị thô ráp trong tác phẩm của ông.

## Các phiên bản

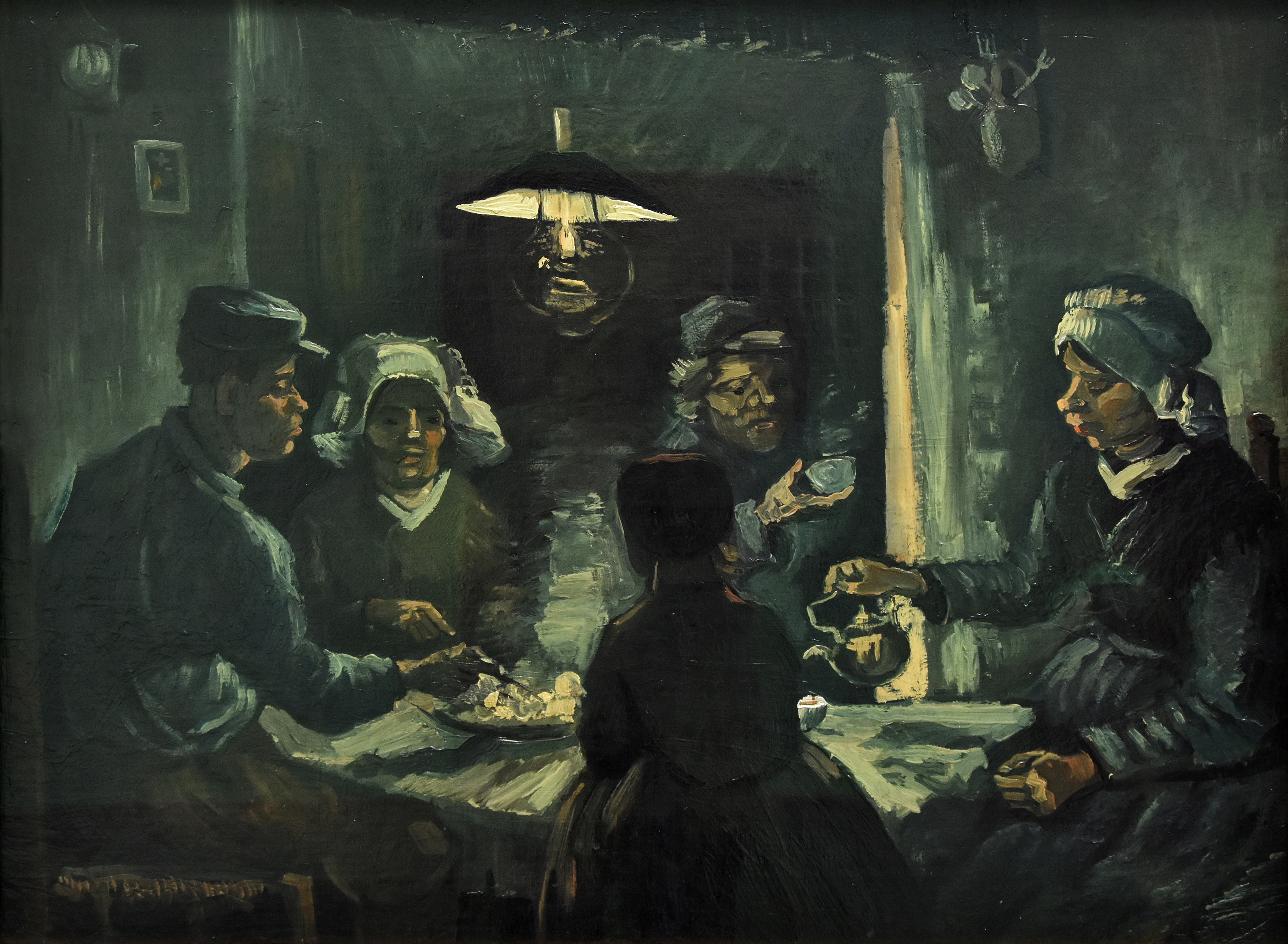
Second Study for The Potato Eaters, 1885, bảo tàng Kröller-Müller, Otterlo
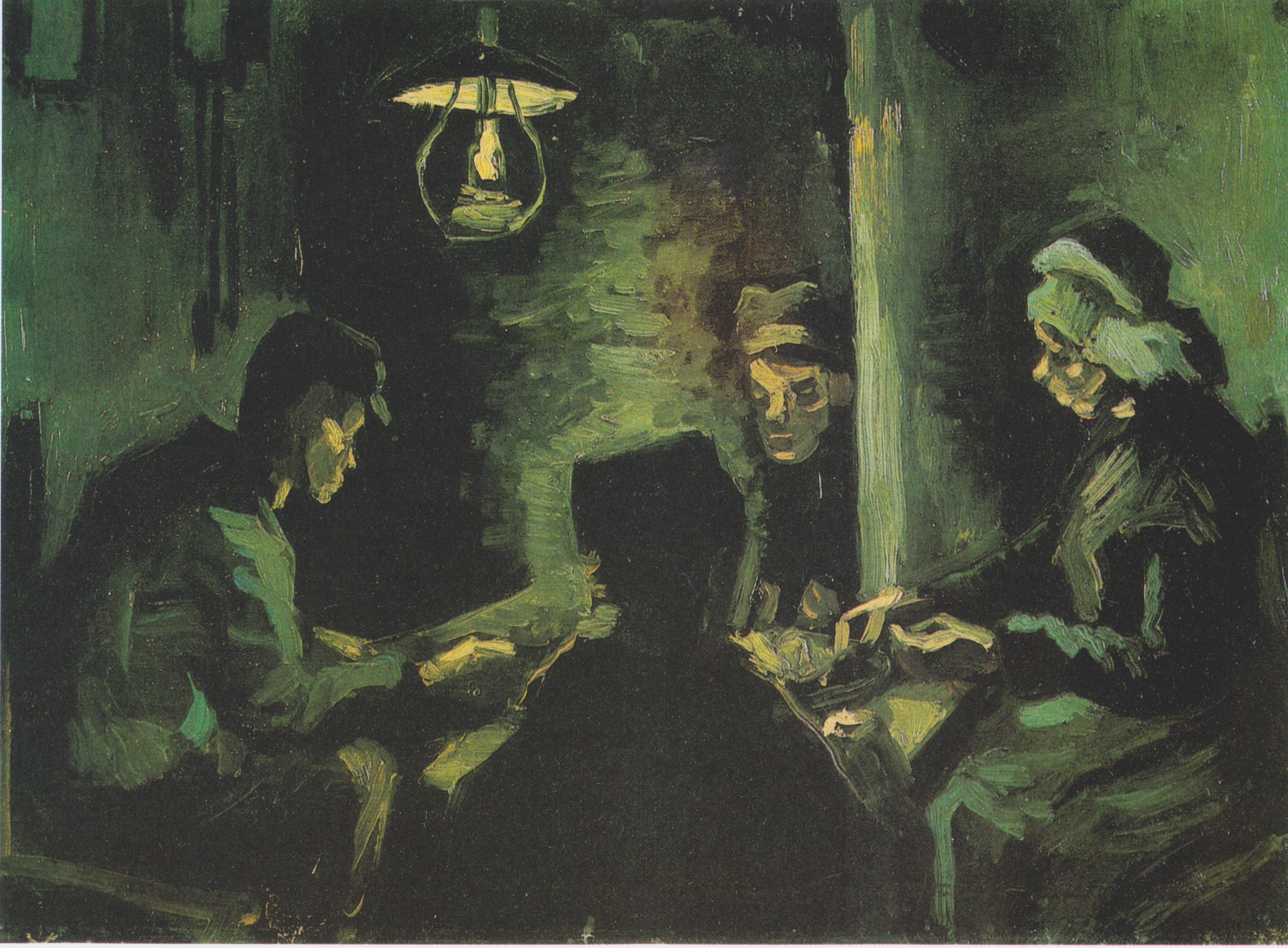
Study for The Potato Eaters, 1885, Private collection (F77r)
Study for The Potato EatersStudy for The Potato Eaters

## Bản in thạch bản

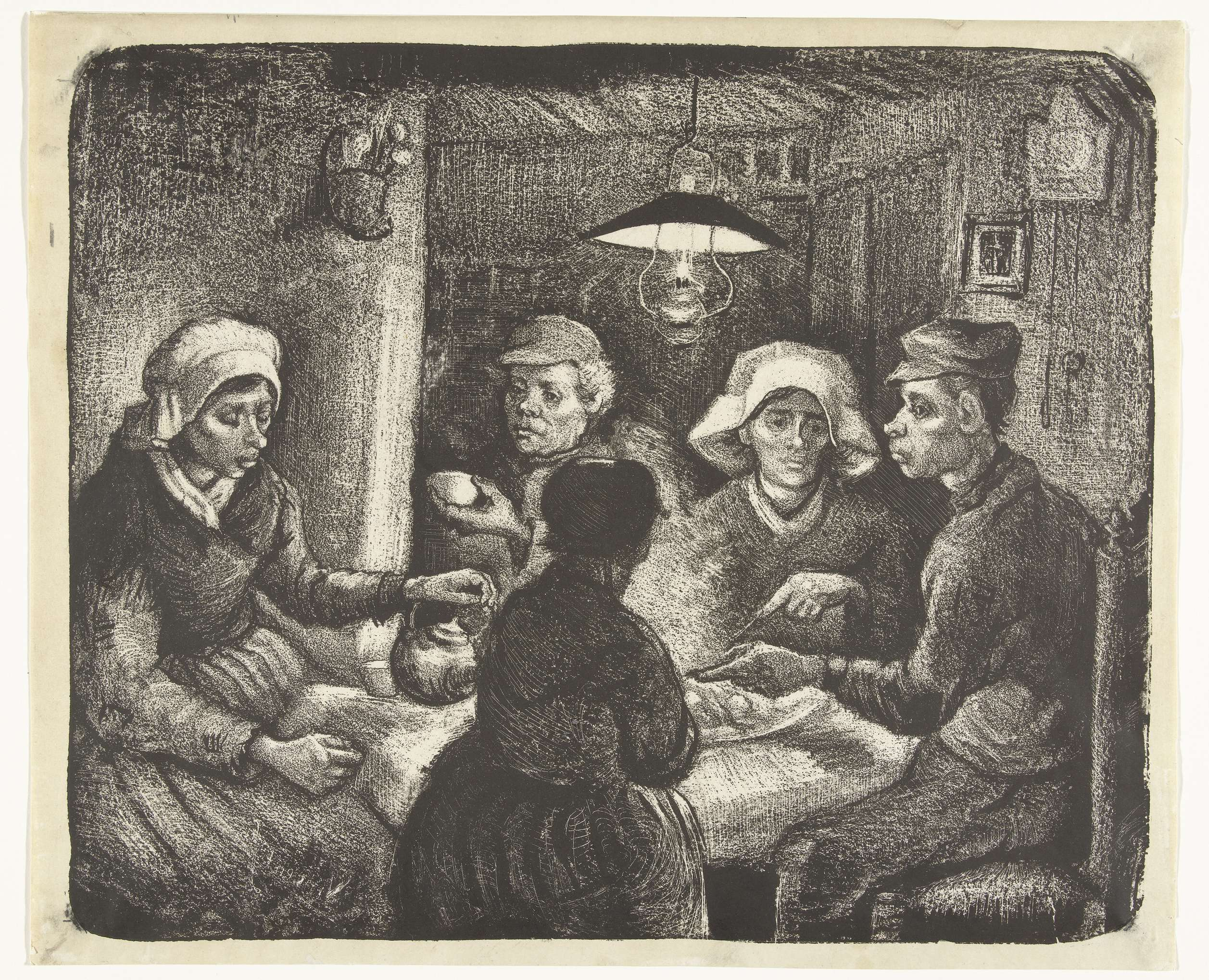
Bản in thạch bản (tháng 4 năm 1885), đào ngược, Rijksmuseum, Amsterdam

Van Gogh đã thực hiện một thạch bản của tác phẩm Những người ăn khoai trước khi bắt tay vào thực hiện bức tranh. Ông đã gửi những bản in cho em trai của ông và trong một bức thư viết cho một người bạn, rằng ông đã tạo ra tấm thạch bản từ ký ức tựa hư không trong ngày.

## Ảnh hưởng của Trường phái Hague
Van Gogh thường gắn liền trong tâm trí mọi người với phong trào Hậu Ấn tượng, nhưng trên thực tế, cội nguồn nghệ thuật của ông gần gũi hơn nhiều so với các nghệ sĩ của Trường phái Hague chẳng hạn như Anton Mauve và Jozef Israëls.

## Trộm cắp
Những tên trộm đã đánh cắp phiên bản đầu tiên của The Potato Eaters, Weaver's Interior và Dried Sunflowers từ Bảo tàng Kröller-Müller tháng 12 năm 1988. Tháng 4 năm 1989, bọn trộm trả lại bức Weaver's Interior nhằm kiếm 2,5 triệu đô la tiền chuộc. Cảnh sát đã thu hồi được hai bức tranh còn lại vào ngày 14 tháng 7 năm 1989; không trả tiền chuộc.